# East River Provincial Park
East River Provincial Park är en park i Kanada.   Den ligger i provinsen Nova Scotia, i den sydöstra delen av landet, 900 km öster om huvudstaden Ottawa. East River Provincial Park ligger 6 meter över havet.
Terrängen runt East River Provincial Park är platt. Havet är nära East River Provincial Park åt sydväst. Trakten är glest befolkad. Närmaste större samhälle är Chester, 7,4 km sydväst om East River Provincial Park. 